# Holsnøy
60°33′40″N 5°7′20″Ø / 60.56111°N 5.12222°Ø
Holsnøy er en ø i Alver kommune, Vestland fylke i Norge. Den har et areal på  88,8 km². Øen er kommunens største og udgør hoveddelen af kommunens areal. Der er broforbindelse sydøst på øen over Flatøy til Lindåshalvøen og Bergenshalvøen. 
Frekhaug, som er den tidligere Meland kommunes administrationscenter, er øens største by. Højeste punkt er Eldsfjellet med 324 moh. og den største sø er Storavatnet.